# 후설 비원순 중저모음
후설 비원순 중저모음(後舌 非圓脣 中低母音) 또는 후설 평순 중개모음(後舌 平脣 中開母音)은 모음의 하나이다.
- 이 모음은 혀의 위치를 닿소리가 되지 않을 정도로 뒤로 해서 발음하는 후설모음이다.
- 이 모음은 입술을 둥글게 하지 않고 발음하는 비원순모음이다.
- 이 모음은 혀의 위치를 저모음과 중모음의 중간 위치로 해서 발음하는 중저모음이다.

### 예
| 언어                                                          | 철자        | 발음   | 뜻     | 비고                               |
| 미국 영어, 남아프리카 영어, 스코틀랜드 영어, 다문화 런던 영어 | gut         | [gʌt]  | '내장' | 방언에 따라 [ɜ] 또는 [ɐ]로 실현됨. |
| 한국어                                                        | '너'의 'ㅓ' | [nʌ̹]   | '너'   | 약하게 원순모음화                  |
| 네팔어                                                        | असल         | [ʌsʌl] | '좋은' |                                    |